# Comuna Skirce, Horohiv
Skirce (în ucraineană Скірче) este o comună în raionul Horohiv, regiunea Volînia, Ucraina, formată din satele Jukoveț și Skirce (reședința).

## Demografie
Componența lingvistică a satului Skirce
     Ucraineană (99,84%)
     Alte limbi (0,16%)
Conform recensământului din 2001, majoritatea populației satului Skirce era vorbitoare de ucraineană (99,84%), existând în minoritate și vorbitori de alte limbi.